# Argyrochosma pallens
Argyrochosma pallens là một loài thực vật có mạch trong họ Adiantaceae. Loài này được (Weath.) Windham miêu tả khoa học đầu tiên năm 1987.